# Мнацаканян, Айк Самвелович
Айк Мнацаканян (з.-арм. Հայկ Մնացականեան, в совр. орф: Հայկ Մնացականյան; род. 14 октября 1995, Самцхе-Джавахети) — болгарский борец греко-римского стиля, бронзовый призёр чемпионата мира 2018 года и 2019 года. Борец клуба «Испринген» немецкой Бундеслиги.
Участник двух Олимпийских игр 2020-2024 г.

## Биография
Житель России, Айк Мнацаканян, армянин по национальности, родом из армянонаселенного региона Самцхе-Джавахети (арм. назв. — Джавахк) Грузии, в 2017 году переехал в Болгарию и теперь выступает под флагом этой сборной.
В 2018 году на чемпионате мира в Будапеште в весовой категории до 72 кг завоевал бронзовую медаль.
В апреле 2019 года в Бухаресте на чемпионате континента завоевал бронзовую медаль в весовой категории до 72 кг.
На предолимпийском чемпионате мира 2019 года, который проходил в столице Казахстана, в весовой категории до 72 кг завоевал бронзовую медаль уступив в полуфинале борцу из Узбекистана армянского происхождения, Араму Варданяну.
В Токио, на летних Олимпийских играх 2020 года, в категории до 77 кг, Айк уступил в первом же своём поединке Божо Старчевичу и завершил участие в первой для себя Олимпиаде. 
На Играх 2024 года в Париже Мнацаканян вновь отобрался и принял участие в соревнованиях борцов. Сразу же в первом поединке Айку противостоял сильный борец из Азербайджана Санан Сулейманов, который в упорной борьбе всё-таки одолел представителя Болгарии.